# Kota Murayama
Kota Murayama, född 23 februari 1993, är en japansk långdistanslöpare.
Murayama tävlade i två grenar för Japan vid olympiska sommarspelen 2016 i Rio de Janeiro. Han slutade på 30:e plats på 10 000 meter och blev utslagen i försöksheatet på 5 000 meter.